# ارتفاعات کلی
ارتفاعات کلی (به لاتین: Keli Highland) یک کوه در گرجستان است که در Tskhinvali District واقع شده‌است. ارتفاعات کلی ۳٬۷۳۶ متر بالاتر از سطح دریا واقع شده‌است.